# Copa do Mundo de Esqui Alpino de 1982
A Copa do Mundo de Esqui Alpino de 1982 foi a 16º edição da Copa do Mundo, ela foi iniciada em dezembro de 1981 na França e finalizada em março de 1982 também na França.
O estadunidense Phil Mahre venceu no masculino pela segunda vez, enquanto no feminino a suíça Erika Hess foi a campeã geral.